# دیانو مارینا
دیانو مارینا (به ایتالیایی: Diano Marina) یک کومونه در ایتالیا است که در استان ایمپریا واقع شده‌است.

## خصوصیات
دیانو مارینا ۶٫۵ کیلومترمربع مساحت و ۶٬۱۹۹ نفر جمعیت دارد.

## خواهرخوانده
شهر دیانو دآلبا خواهرخواندهٔ دیانو مارینا هست.